# Plangia graminea
Plangia graminea är en insektsart som först beskrevs av Jean Guillaume Audinet Serville 1838.  Plangia graminea ingår i släktet Plangia och familjen vårtbitare. Inga underarter finns listade i Catalogue of Life.

## Bildgalleri

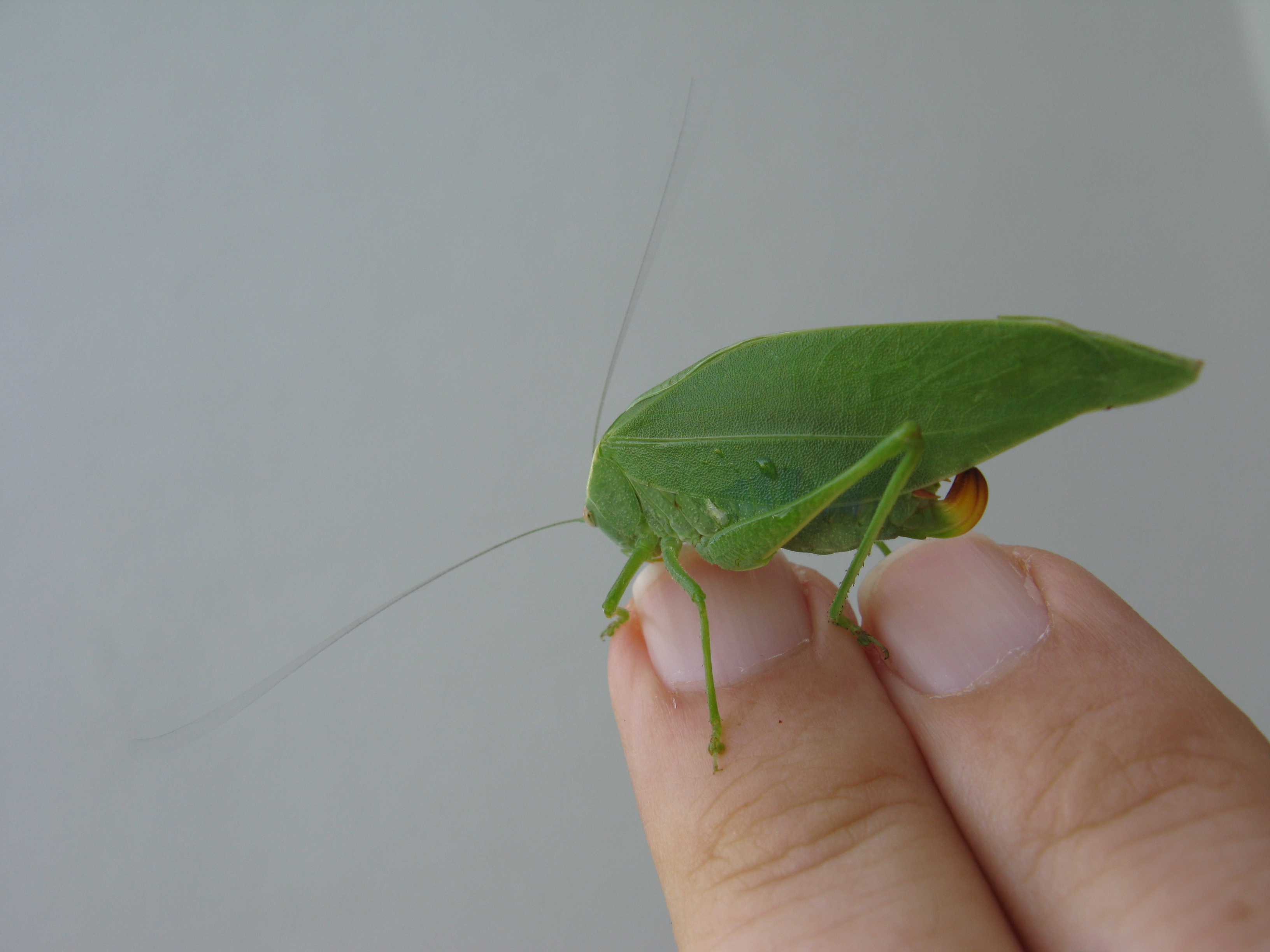
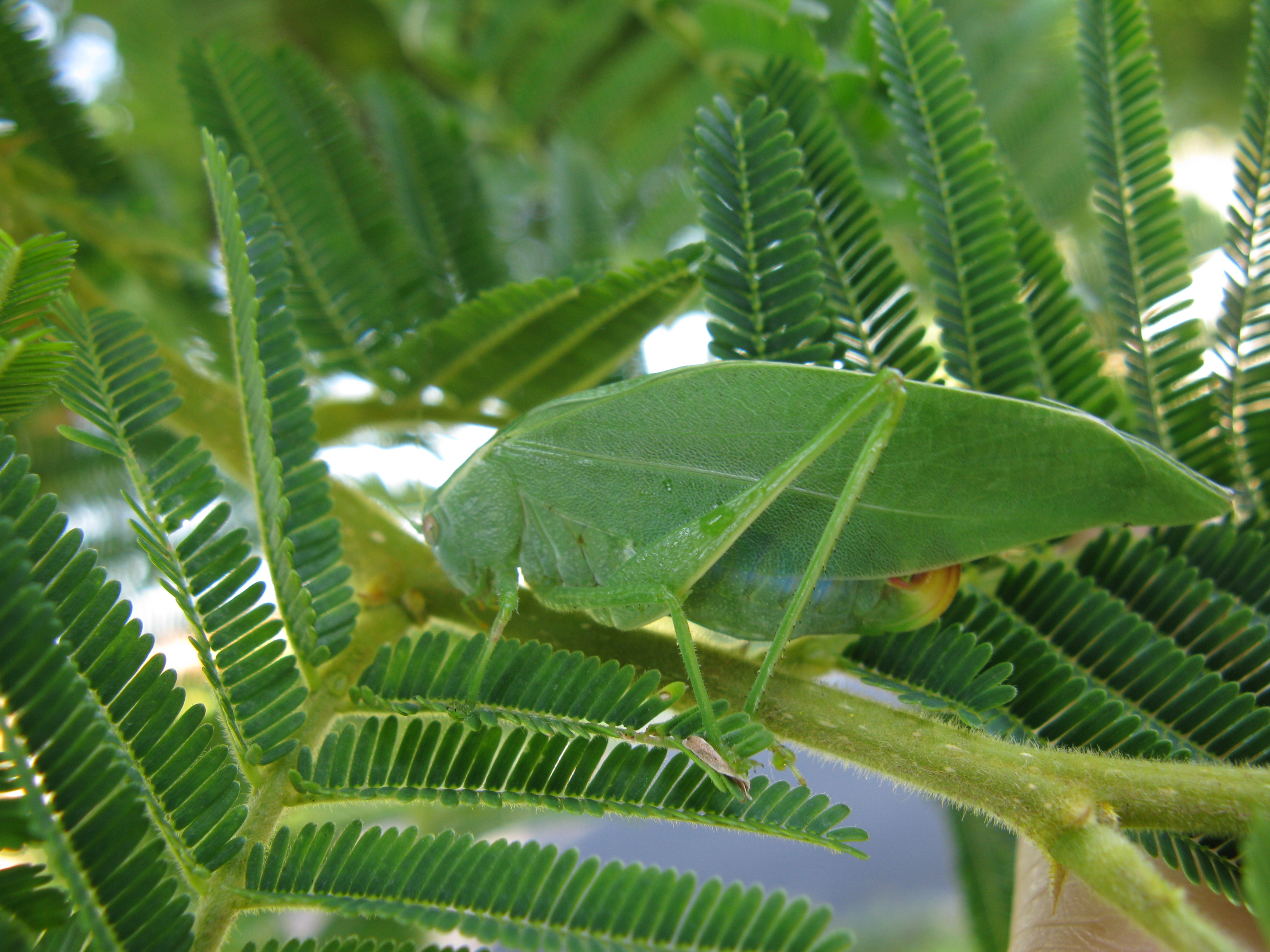